# Anna Bilińska-Bohdanowiczowa

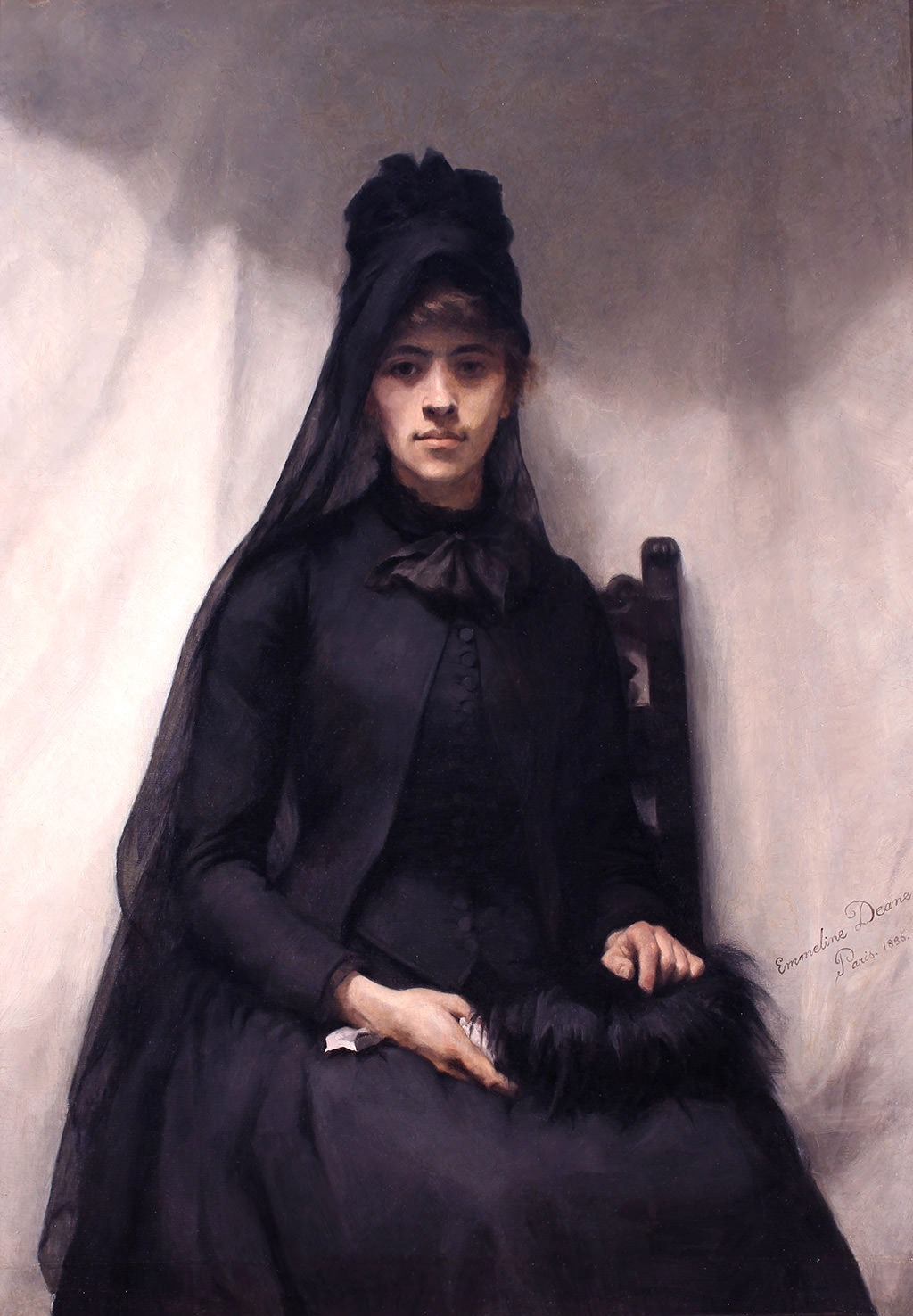
Portret Anny Bilińskiej z 1884 autorstwa Emmeline Deane (1858–1944)

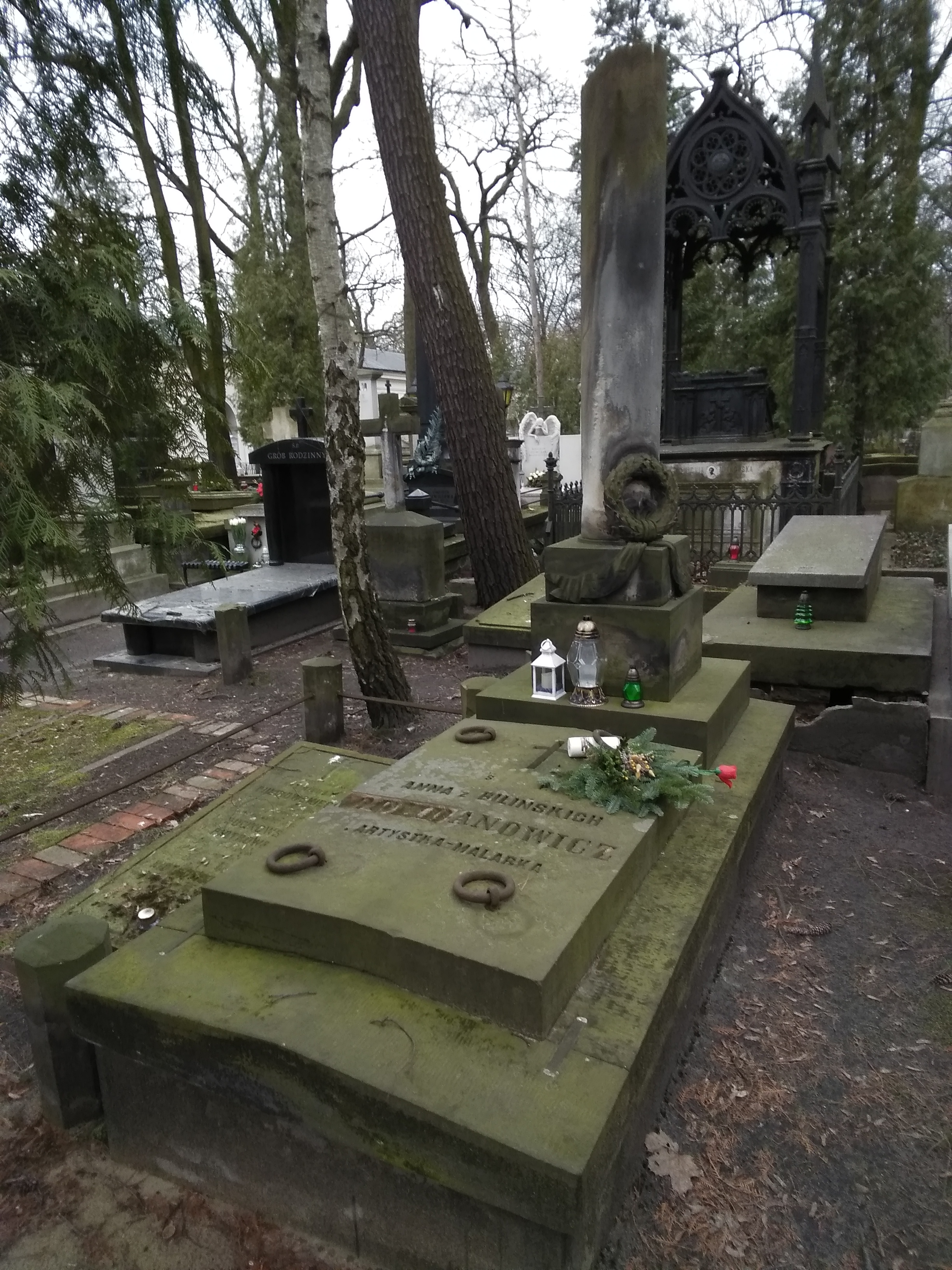
Grób Anny Bilińskiej-Bohdanowiczowej na cmentarzu Powązkowskim

Anna Maria Bilińska-Bohdanowiczowa herbu Sas (ur. 8 grudnia 1854 w Złotopolu, zm. 8 kwietnia 1893 w Warszawie) – polska malarka.

## Młodość
Anna Bilińska urodziła się w rodzinie Polaka lekarza w Złotopolu (obecnie na Ukrainie) i tam spędziła dzieciństwo. Następnie przebywała wraz z ojcem w głębi Rosji. Pierwszymi jej nauczycielami rysunku w latach 1869–1872 był Michał Elwiro Andriolli i Ignacy Jasiński, malarze, przebywający na zesłaniu w Wiatce (obecnie Kirow) za udział w powstaniu styczniowym lub w popowstaniowej konspiracji. Później wraz z matką i rodzeństwem przeniosła się do Warszawy. Od 1875 r. studiowała przez 2 lata w warszawskim konserwatorium.
W 1877 r. zapisała się do prywatnej Klasy Rysunkowej Wojciecha Gersona. Zaczęła też dla podratowania domowego budżetu sprzedawać swoje prace malarskie. Również wystawiała swoje prace w Towarzystwie Zachęty Sztuk Pięknych w Warszawie.
W 1882 odbyła podróż wraz ze swoją przyjaciółką Klementyną Krassowską m.in. do Berlina, Monachium, Salzburga, Wiednia i Włoch. Podróż ta umocniła w niej przekonanie, aby wyjechać do Paryża i studiować dalej malarstwo. Dzięki możliwości wyjechania do Paryża razem z Zofią Stankiewicz i jej matką, z którymi również zamieszkała, podjęła studia na Académie Julian, w pracowni dla kobiet, pod kierunkiem Williama-Adolphe’a Bouguereau, Tony’ego Roberta-Fleury’ego i Jules'a Josepha Lefebvre’a.

## Lata w Paryżu
W 1884 r. zmarł jej ojciec i Anna Bilińska została bez środków do życia. W tym samym roku zmarła jej przyjaciółka Klementyna Krassowska, która zabezpieczyła malarkę finansowo w testamencie. Rok później umarł jej narzeczony Wojciech Grabowski (1850–1885),  który również był malarzem. 
Na przełomie 1885 i 1886 spędziła kilka miesięcy w Pourville-les Bains w Normandii, dokąd załamaną nerwowo artystkę zabrała na rekonwalescencję malarka Maria Gażycz, którą artystka poznała jeszcze w Warszawie w pracowni Wojciecha Gersona oraz jej brat Władysław. 
Debiutowała w Salonie Paryskim w 1884 roku, kiedy to został przyjęty jej rysunek Postać kobiety, wystawiając swoje prace w Salonie również w następnych latach (1885, 1887, 1892). 
Latem 1886 roku na krótko przyjechała do Warszawy. Po powrocie do Paryża wynajęła większą pracownię przy rue de Fleurus. Pełniła wówczas funkcję przełożonej pracowni  Académie Julian, a w 1886 została opiekunem aż do 1892 roku.
Współpracowała z „Kłosami” ilustrowanym pismem wydawanym w Warszawie. 
W 1889 otrzymała Srebrny Medal na Wystawie Światowej w Paryżu za obraz Autoportret. Był to wielki międzynarodowy sukces. Jej obrazy były wystawione tego samego roku w Royal Academy of Art w Londynie. W 1891 roku obrazy Bilińskiej pokazane zostały na ważnej wtedy dorocznej międzynarodowej wystawie sztuki w Berlinie, gdzie zostały nagrodzone małym złotym medalem. 

## Powrót do kraju
W 1892 wyszła za mąż za poznanego w Paryżu doktora nauk medycznych Antoniego Bohdanowicza. Razem z mężem postanowili wrócić do Warszawy, gdzie malarka zamierzała otworzyć szkołę malarstwa dla kobiet wzorem paryskich uczelni, plany te jednak uniemożliwiła choroba. Zmarła na serce 8 kwietnia 1893 roku, kilka miesięcy po ślubie. Jej ostatni namalowany obraz Portret młodej kobiety z różą w dłoni, został wystawiony już pośmiertnie na wystawie; symbolicznie na znak żałoby po artystce został ozdobiony czarną szarfą.
Anna Bilińska-Bohdanowiczowa została pochowana  na cmentarzu Powązkowskim w Warszawie (kwatera 10-1-17).

## Twórczość Bilińskiej
Twórczość Anny Bilińskiej-Bohdanowiczowej to głównie malowane z dużą intuicją portrety. Była przedstawicielką realizmu, stosowała warsztat o precyzyjnym rysunku i dbałości, choć intuicyjnie zbliżała się do impresjonizmu.
Dwa z obrazów Bilińskiej zaginęły w czasie II wojny światowej: Murzynka (1884, ze zbiorów Muzeum Narodowego w Warszawie), Włoszka (ze zbiorów prywatnych w Warszawie). Murzynka została odzyskana w marcu 2012.
Portret znanego rzeźbiarza amerykańskiego autorstwa Bilińskiej – George Grey Barnard, który razem z nią studiował w Paryżu, jest obecnie w kolekcji Departamentu Stanu w Waszyngtonie. W zbiorach Lwowskiej Galerii Obrazów znajduje się jej Starzec z książką.

## Wybrane wystawy
1. Palais de l'Industrie (salon SAF), 1884, Paryż,
2. Palais du Louvre, 1885, Paryż,
3. WKRP, 1887, Kraków,
4. TPSP, 1887, Lwów,
5. Palais de l'Industrie (salon SAF), 1887, Paryż,
6. The Exhibition of the Royal Academy of Arts, 1888, Londyn,
7. Glaspalast, Monachium, 1888,
8. TZSP, Warszawa, 1888,
9. National Academy of Design, Nowy Jork, 1889,
10. Exposition universelle, Paryż, 1889,
11. Galerie Fritz Gurlitt, Berlin, 1890,
12. Pavillon des beaux-arts, Saint-Etienne, 1891,
13. Glaspalast, Monachium, 1892,
14. World's Columbian Exposition, Chicago, 1893,
15. PWK, Lwów, 1894,
16. Wystawa Artystyczna, Łódź, 1898,
17. Galerie Georges Petit, Paryż, 1900,
18. TZSP, Warszawa, 1920,
19. TZSP, Warszawa, 1925,
20. TZSP, Warszawa, 1931,
21. TZSP, Warszawa, 1939,
22. Muzeum Historyczna Miasta Krakowa, Kraków, 1948,
23. Muzeum Narodowe w Warszawie, Warszawa, 1955-1956,
24. Ermitaż, Moskwa, 1956,
25. Muzeum Narodowe w Poznaniu, Poznań, 1967,
26. Narodni Musei, Belgrad, 1979,
27. Kunsthalle Rostock, Rostock, 1982,
28. The National Museum of Women in the Arts, Waszyngton, 1991-1992,
29. Obihiro Museum of Art, Hokkaido, 1997-1998[8],
30. Artystka. Anna Bilińska 1854–1893, 26.06.2021-10.10.2021, Muzeum Narodowe w Warszawie[9].

## Galeria

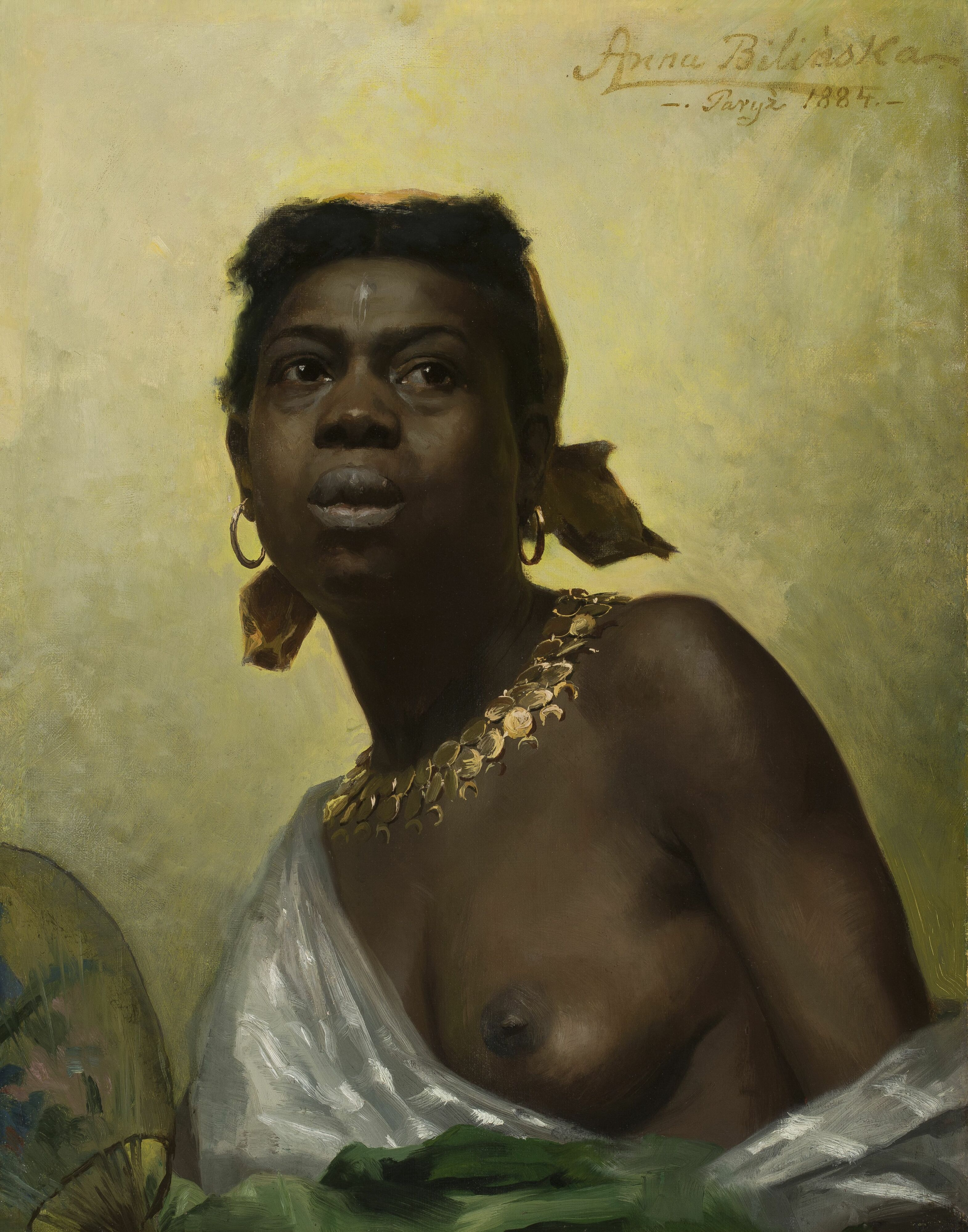
Murzynka, 1884, z Muzeum Narodowego w Warszawie, odzyskana w 2012
Autoportret z paletą, 1887, Muzeum Narodowe w Krakowie
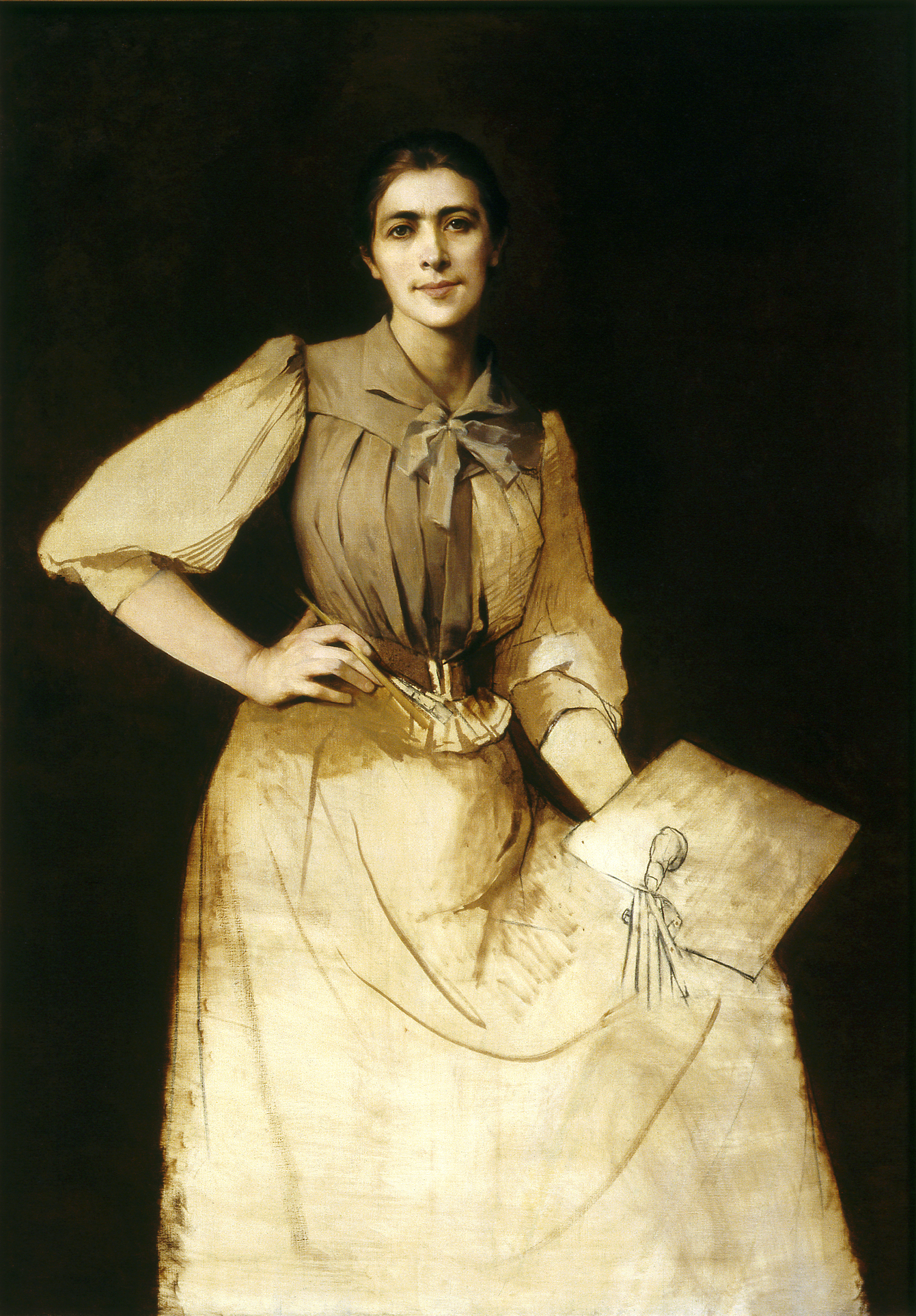
Autoportret, niedokończony, 1892, Muzeum Narodowe w Warszawie
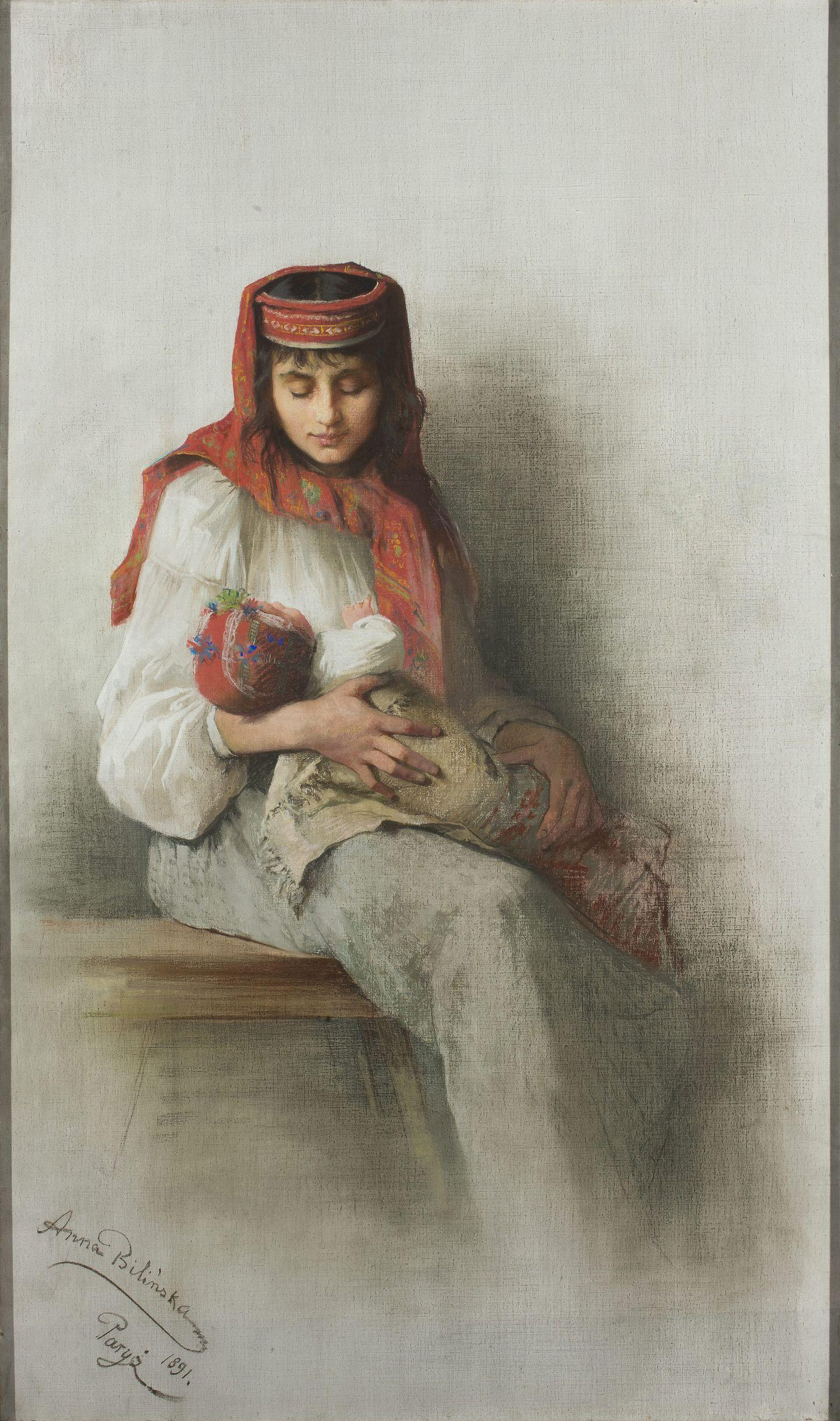
Wieśniaczka z dzieckiem, 1891, pastel, Muzeum Narodowe w Warszawie
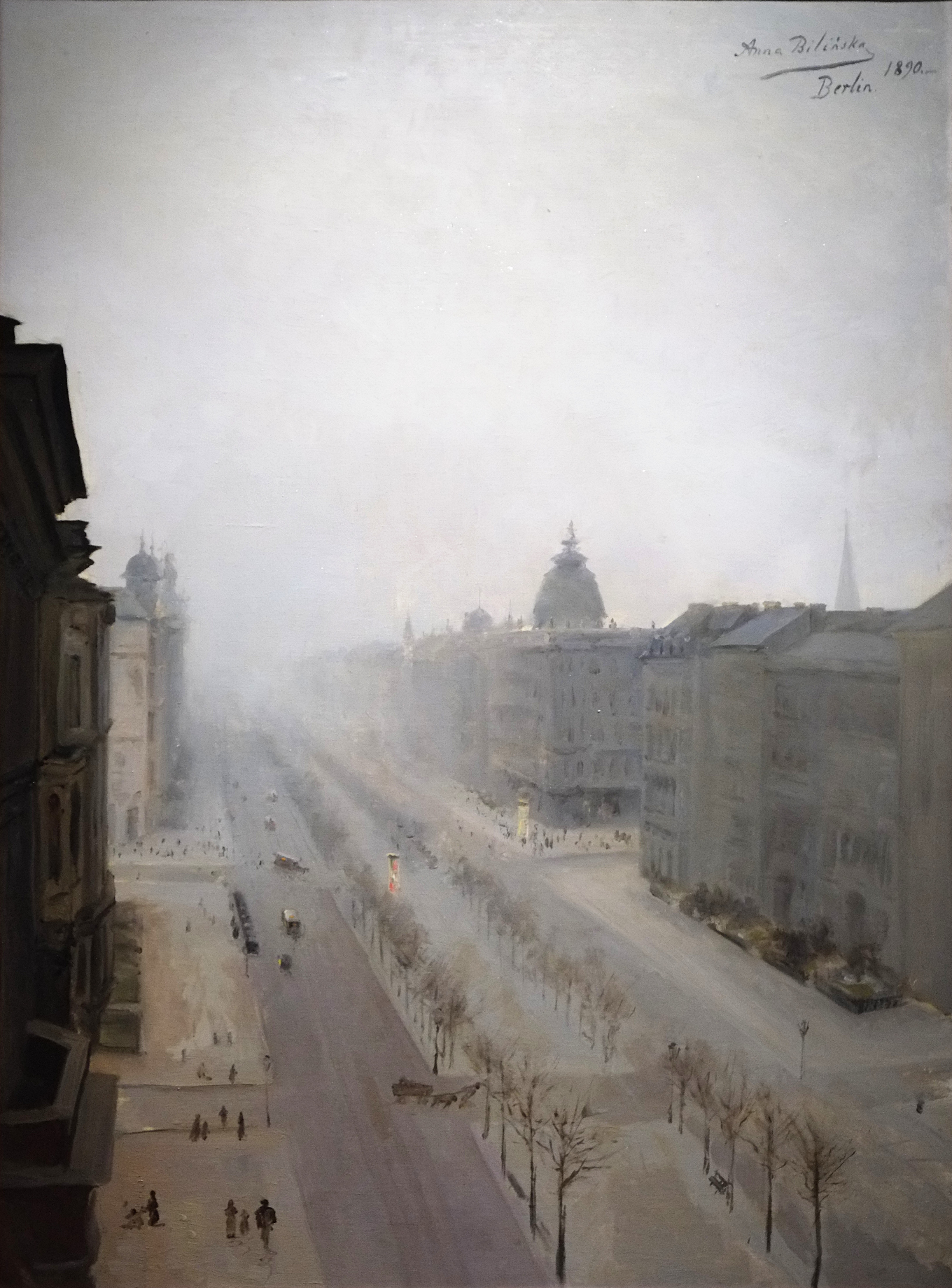
Ulica Unter den Linden w Berlinie, 1890, Muzeum Narodowe w Warszawie
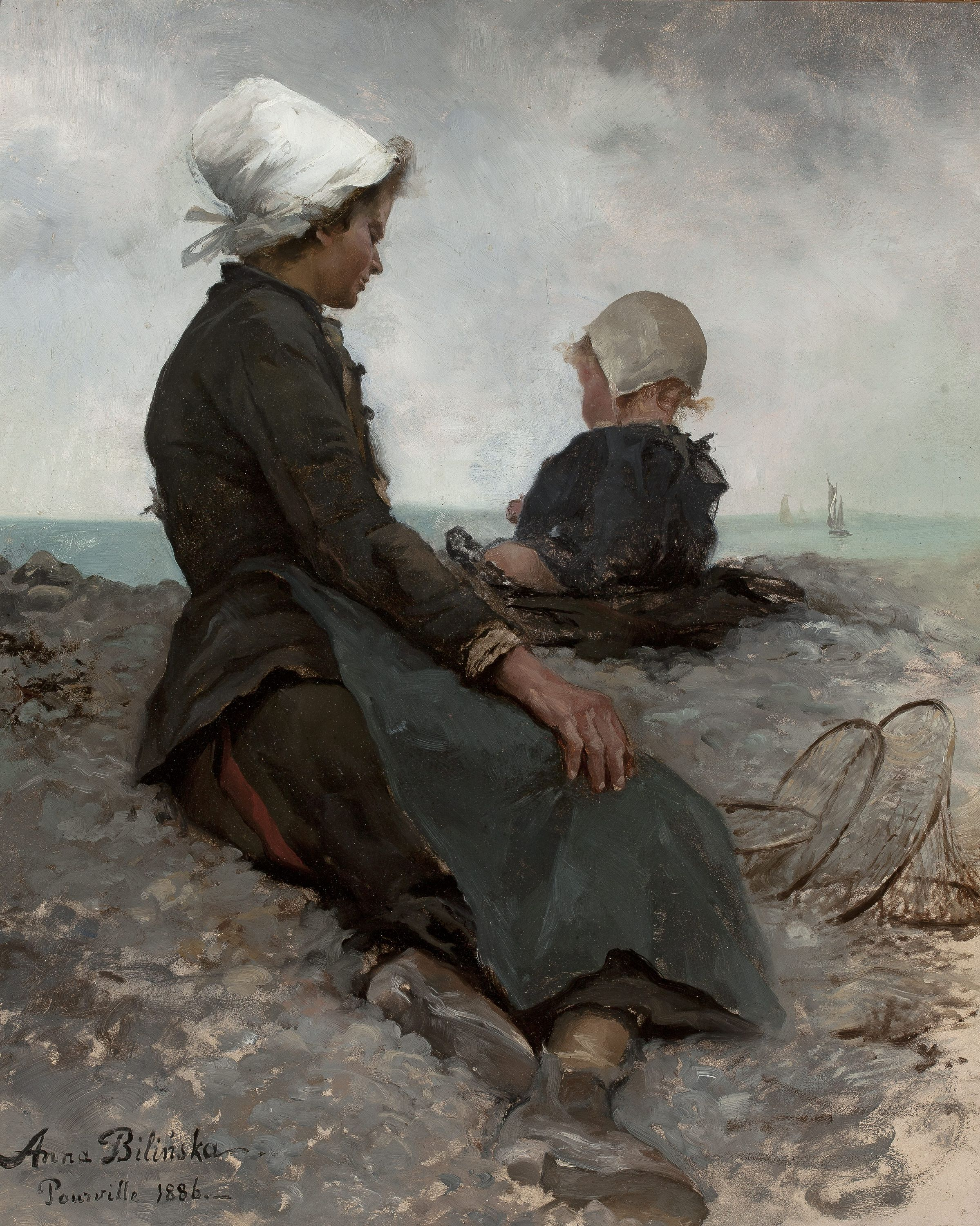
Nad morzem, 1886,  Muzeum Narodowe w Warszawie
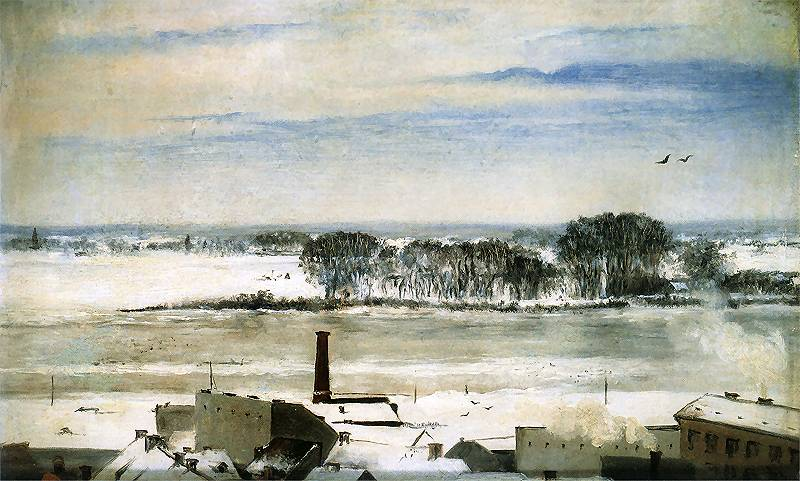
Widok na Saską Kępę od strony ul. Oboźnej, prawdopodobnie z pracowni Wojciecha Gersona, 1877, Muzeum Narodowe w Warszawie
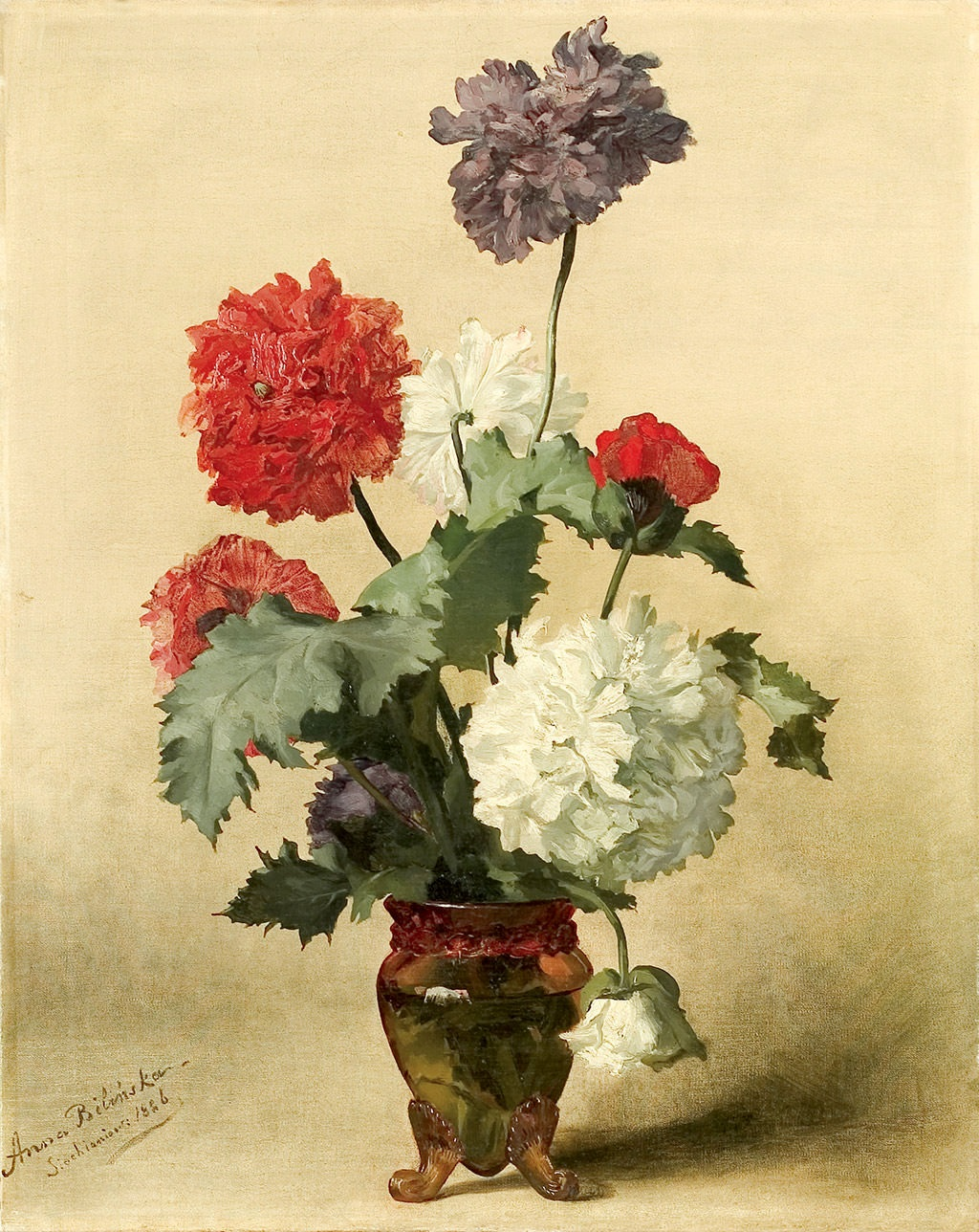
Peonie (maki), 1886
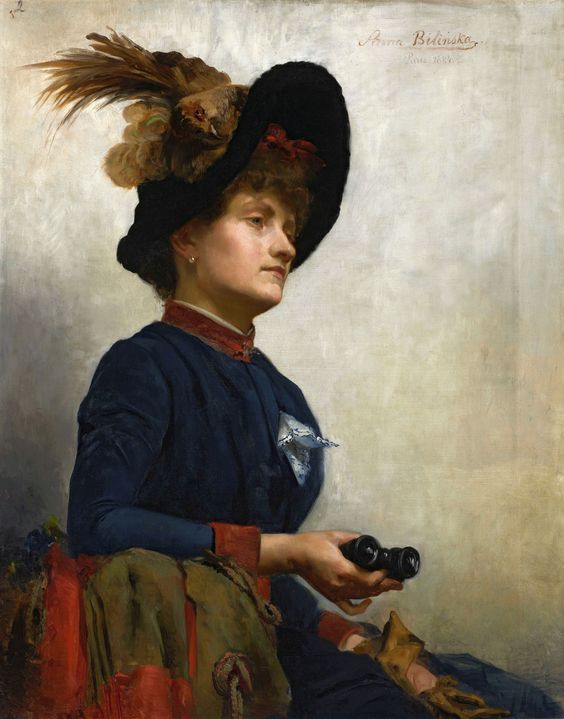
Kobieta z lornetką, 1884
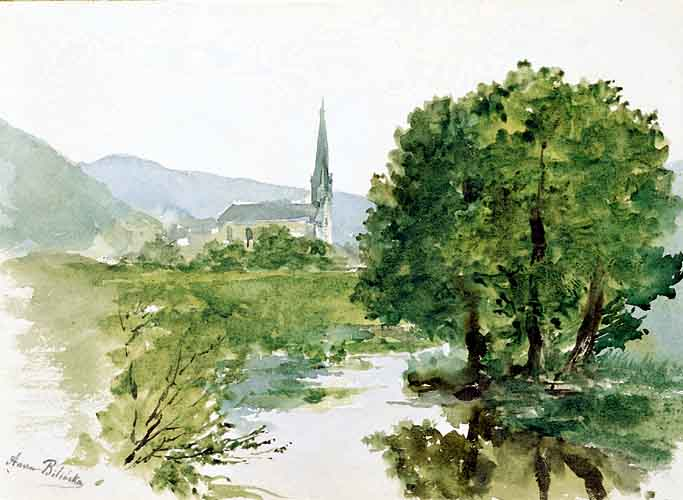
Pejzaż, niedatowany
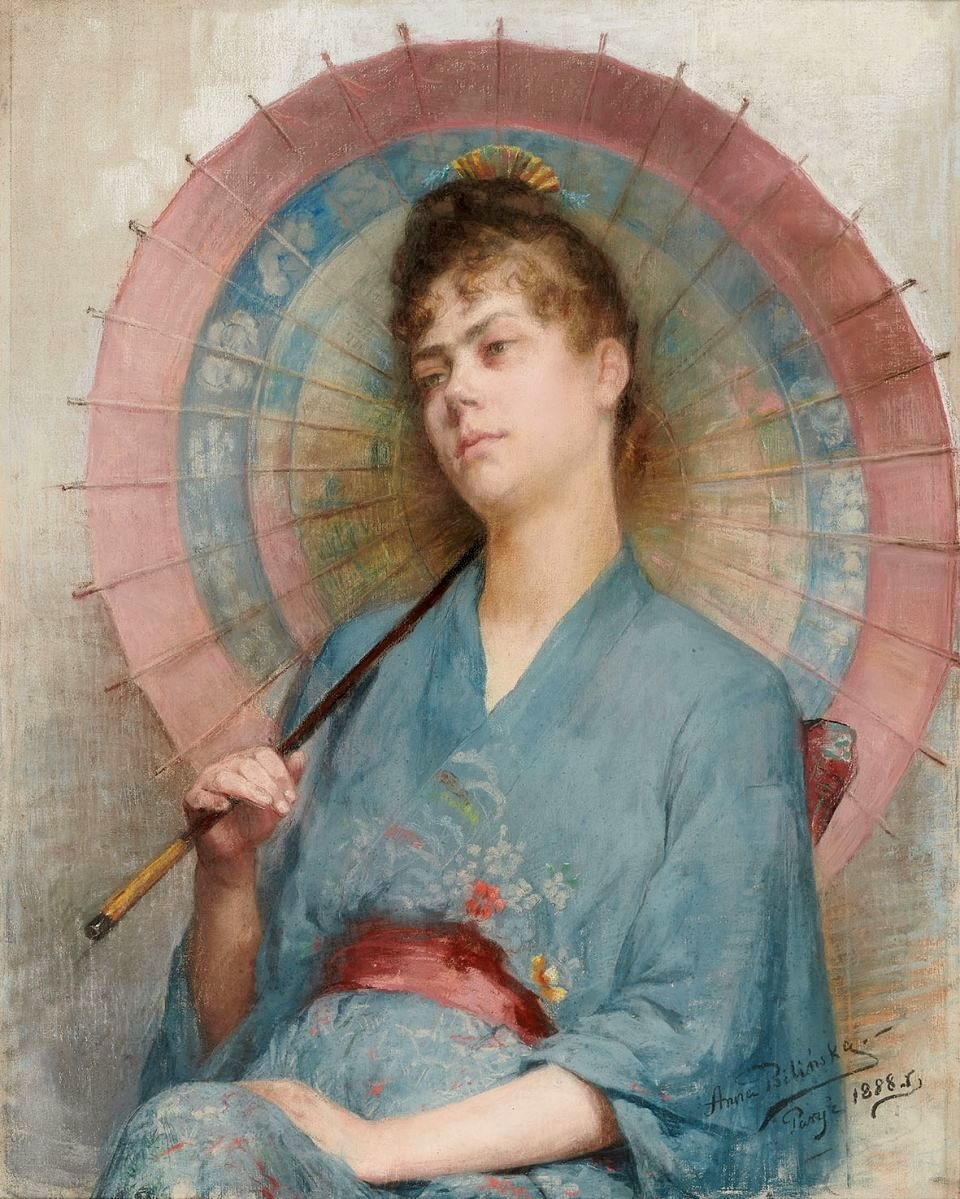
Kobieta z japońskim parasolem, 1888, Muzeum Narodowe w Warszawie
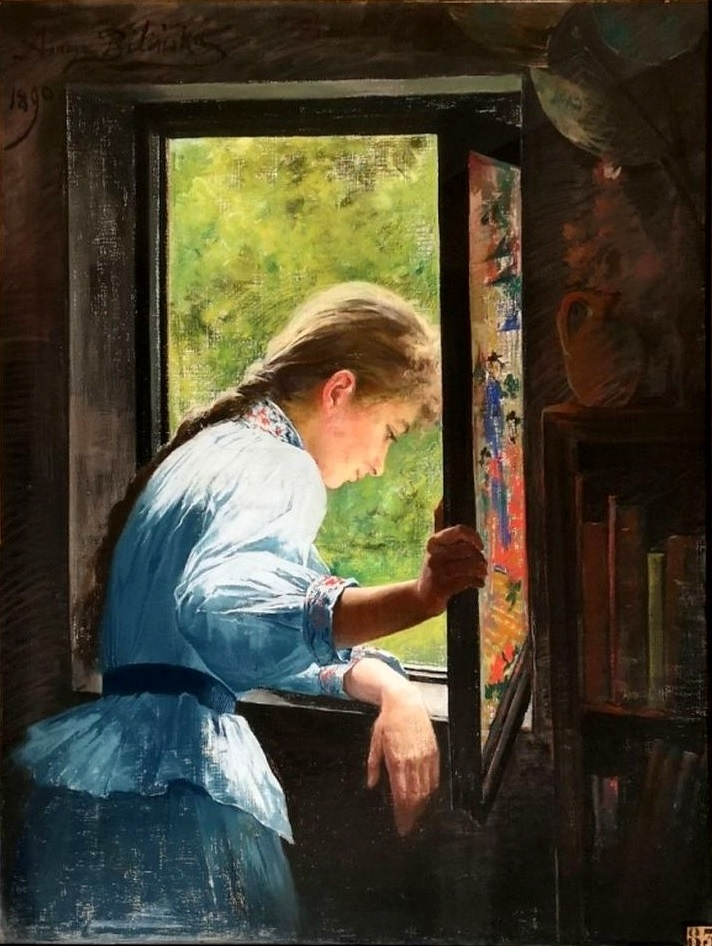
W oknie, 1890, jeden z najbardziej nowoczesnych obrazów Bilińskiej
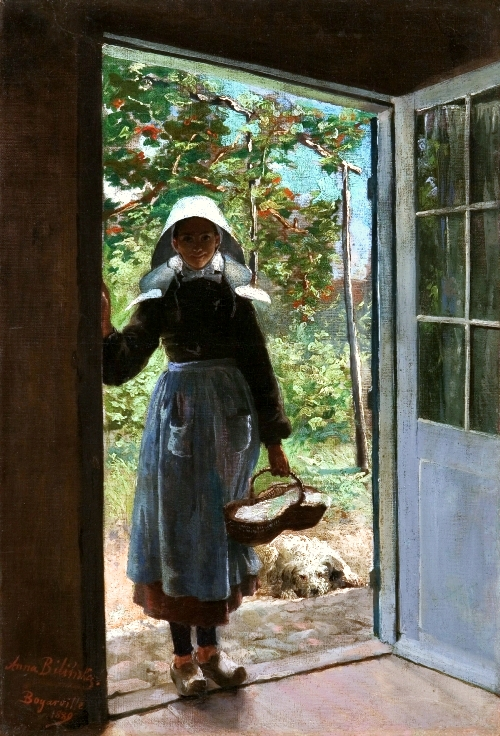
Bretonka na progu domu, 1889, Muzeum Narodowe we Wrocławiu
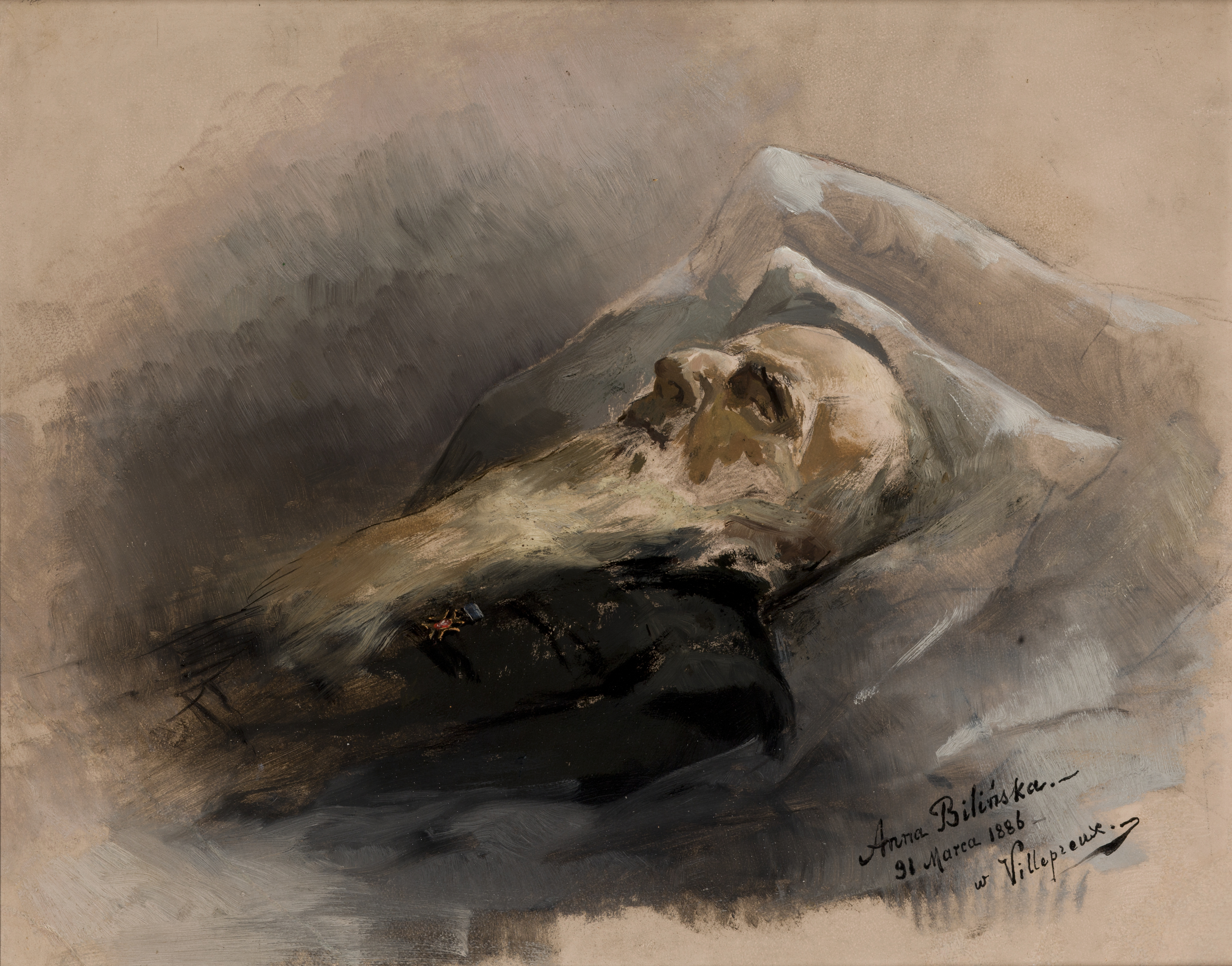
Bohdan Zaleski na łożu śmierci, 1886, Muzeum Narodowe w Warszawie
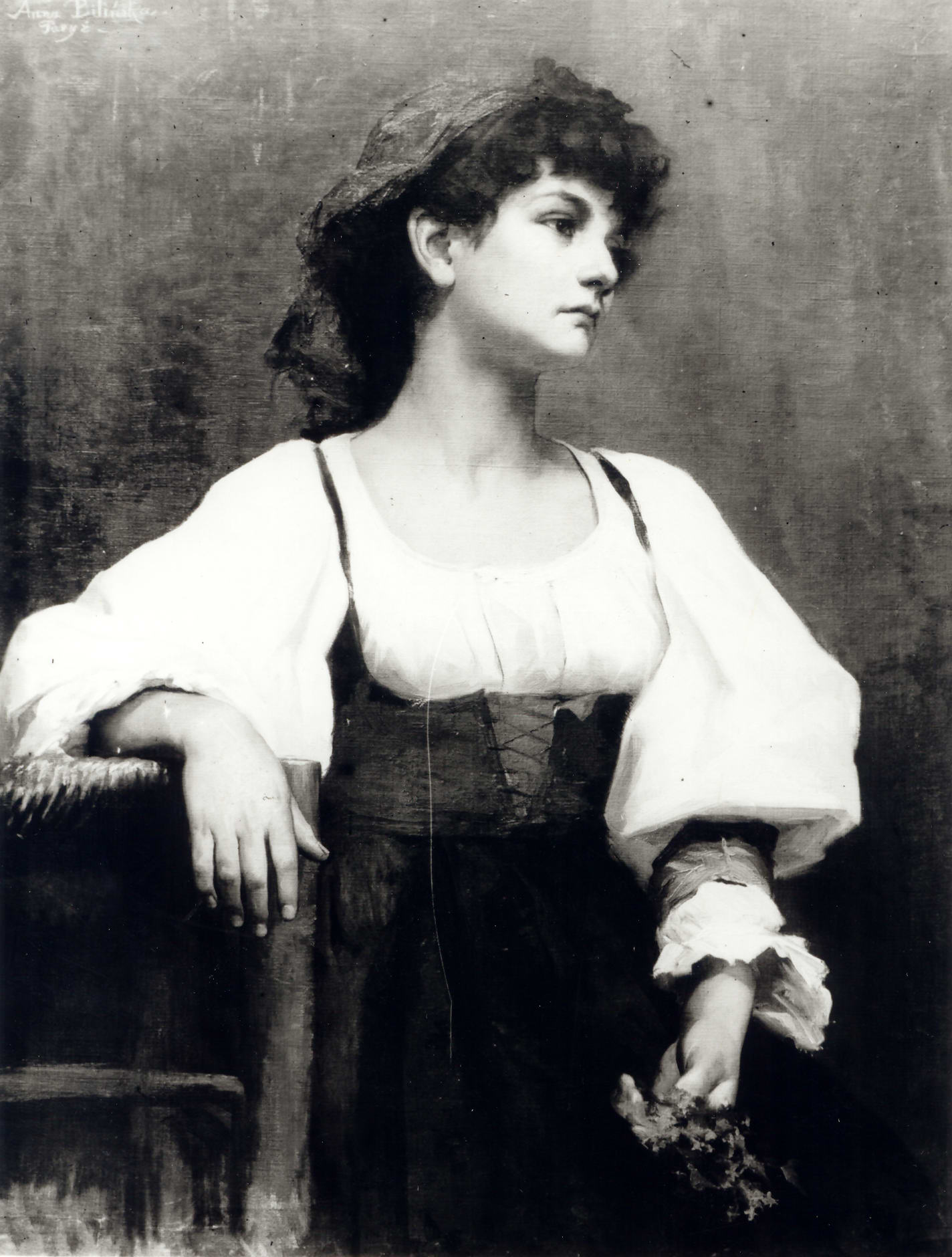
Włoszka, 1886, obraz zaginiony w okresie II wojny światowej

## Literatura dodatkowa
- Helena d’Abancourt: Bohdanowiczowa z Bilińskich Anna (1858–1893). W: Polski Słownik Biograficzny. T. 2: Beyzym Jan – Brownsford Marja. Kraków: Polska Akademia Umiejętności – Skład Główny w Księgarniach Gebethnera i Wolffa, 1936, s. 223–224. Reprint: Zakład Narodowy im. Ossolińskich, Kraków 1989, ISBN 83-04-03291-0